# Зомеркал
Зомеркал (њем. Sommerkahl) општина је у њемачкој савезној држави Баварска. Једно је од 32 општинска средишта округа Ашафенбург. Према процјени из 2010. у општини је живјело 1.188 становника. Посједује регионалну шифру (AGS) 9671153.

## Географски и демографски подаци
Зомеркал се налази у савезној држави Баварска у округу Ашафенбург. Општина се налази на надморској висини од 226 метара. Површина општине износи 5,5 km². У самом мјесту је, према процјени из 2010. године, живјело 1.188 становника. Просјечна густина становништва износи 218 становника/km².